# 문명과 수학
《문명과 수학》은 EBS 5부작 다큐멘터리 프로그램이다. EBS 다큐프라임을 이용해 2011년 12월 19일 밤 9시 50분을 시작으로 2주에 걸쳐 방영했다. 고대 이집트에서 현대 강대국까지 문명을 이룩한 여러 국가의 초석이 된 수학사를 추적하는 다큐멘터리로 2년이 넘는 제작 기간 유럽, 이집트, 인도를 위시한 전 세계 육 국에서 수학사상 중요한 순간을 재연했다. 방송통신위원회가 주관하는 2012방송통신위원회방송대상에서 대상을, 제48회 백상예술대상에서 작품상을, 대한수학회에서 특별공로상을 각각 받았다.

## 방송 일시
2011년 12월 19일, 20일, 21일, 26일, 27일 밤 9시 50분 ~ 10시 41분
| 방송일시                  | 제목                       |
| ------------------------- | -------------------------- |
| 12월 19일(월) 밤 9시 50분 | 1부. 수의 시작             |
| 12월 20일(화) 밤 9시 50분 | 2부. 원론                  |
| 12월 21일(수) 밤 9시 50분 | 3부. 신의 숫자             |
| 12월 26일(월) 밤 9시 50분 | 4부. 움직이는 세계, 미적분 |
| 12월 27일(화) 밤 9시 50분 | 5부. 남겨진 문제들         |

## 소개

### 자문
EBS 다큐프라임 <문명과 수학>은 기획 초기 단계부터 대한수학회와 국가수리과학연구소 소속 수학 교수진에 자문받아 정확한 내용 검증을 지향했다. 한양대학교 명예교수 김용운과 고려대학교 수학과 교수 김영욱은 2011년 11월 12일 국립과천과학관에서 열린 제1회 수학문화축전에서 본 프로그램을 주제로 수학을 주제로 대중에게 강연하기도 했다.

### 영상
- 인도, 이집트, 그리스, 영국, 프랑스, 독일의 수학자를 연기한 연기자 100여 명과 국외 올 로케이션으로 촬영됐다.
- Full CANON 5Dmark2 카메라를 사용한 촬영으로 생동감 있는 화면을 영상에 담았다.
- 1년 간의 요청 끝에 영국 박물관이 비공개로 소장 중인 3500년 전 만들어진 아메스 수학 파피루스를 대한민국 최초로 촬영했다.
- 영국 울즈소프에 있는 뉴턴 생가를 직접 찾아가 300년 전 뉴턴이 만유인력을 발견한 사과나무 아래에서 직접 뉴턴을 재연했다.

## 수상 이력
- 2012 방송통신위원회방송대상 대상(대통령상).
- 제48회 백상예술대상 작품상.
- 2012 대한수학회 특별공로상.
- 제39회 한국방송대상 프로듀서상·작가상.
- 2012 대한민국콘텐츠대상 방송 영상그랑프리 작가상(국무총리 표창).
- 2012 대한민국과학문화상.
- 2012 그리메상 다큐멘터리 최우수상.

## 내용
1부작은 수학이 어떻게 시작되었는지 다루는 내용이다. 유목민들이 양을 재산으로 할 때 양을 1대 1로 대입해 돌멩이로 표시하다가 쐐기문자로 표시한다는 내용이 나온다. 또한 이집트에서 수학이 발달한 이유와 어떻게 문제를 풀었는지에 대해서도 나온다. 2부작의 시대적 배경은 그리스로 피타고라스와 유클리드에 대해 나온다. 피타고라스의 정리에 관한 내용, 그리고 피타고라스의 철학이 틀렸다는 것을 증명한 히파수스에 관한 내용이 나오며 유클리드의 원론에 관한 내용도 나온다. 3부작은 0의 발명과 삼각법, 수학자 브라마굽타에 대해서 나온다.